# Liste der Monuments historiques in Auzeville-Tolosane
Die Liste der Monuments historiques in Auzeville-Tolosane führt die Monuments historiques in der französischen Gemeinde Auzeville-Tolosane auf.

## Liste der Bauwerke
| Bezeichnung                 | Beschreibung                       | Standort                       | Kennzeichnung | Schutzstatus | Datum | Bild |
| --------------------------- | ---------------------------------- | ------------------------------ | ------------- | ------------ | ----- | ---- |
| Manoir des Frères Tailleurs | Herrenhaus aus dem 17. Jahrhundert | 1, Chemin de la Mayrine (Lage) | PA00094272    | Inscrit      | 1976  |      |